# Far til fire (film)
 For alternative betydninger, se Far til fire (flertydig). (Se også artikler, som begynder med Far til fire)
Far til fire er en dansk familiefilm fra 1953 instrueret af Alice O'Fredericks og med manuskript af Lis Byrdal. Far til fire var den første i en serie af i alt otte Far til fire-film, der blev lavet i perioden 1953-1961.

## Medvirkende
- Ib Schønberg – (Far)
- Birgitte Price – (Søs)
- Rudi Hansen – (Mie)
- Otto Møller Jensen – (Ole)
- Ole Neumann – (Lille Per)
- Peter Malberg – (Onkel Anders)
- Jørgen Reenberg – (Jørgen)
- Ove Sprogøe - (Bager Høstt)
- Sigurd Langberg
- Ib Mossin – (Peter)
- Paul Hagen
- Ilselil Larsen
- Agnes Rehni – (Fru Sejersen)
- Else Jarlbak
- Poul Reichhardt – (sig selv)
- Einar Juhl
- Svend Bille
- Poul Thomsen